# Аючевська сільська рада
Аю́чевська сільська рада (рос. Аючевский сельский совет) — муніципальне утворення у складі Стерлітамацького району Башкортостану, Росія. Адміністративний центр — село Аючево.

## Населення
Населення — 617 осіб (2019, 728 в 2010, 706 в 2002).

## Склад
До складу поселення входять такі населені пункти:
| Населений пункт           | Населення, осіб (2002) | Населення, осіб (2010) |
| ------------------------- | ---------------------- | ---------------------- |
| Аючево, село              | 276                    | 297                    |
| Мурдашево, село           | 194                    | 185                    |
| Нова Васильєвка, присілок | 236                    | 246                    |